# Melanozosteria circumducta
Melanozosteria circumducta es una especie de cucaracha terrestre del género Melanozosteria, tribu Polyzosteriini, subfamilia Polyzosteriinae. Fue descrita científicamente por Walker en 1868.

## Distribución
Se distribuye por Oceanía: Australia (Australia Occidental, Territorio del Norte).